# Губернатор Ульяновской области
Губерна́тор Улья́новской о́бласти — высшее должностное лицо Ульяновской области. Возглавляет правительство области.

## История
В 1990 году введена должность президента СССР, в 1991 году — президента РСФСР, а руководящая роль КПСС упразднена.
Руководством областью от первого секретаря обкома КПСС перешла к Председателю областного Совета народных депутатов, которым 4 апреля 1990 года, тайным голосованием, был избран:
- Горячев Юрий Фролович (с 1990 по 1992);
- Разумов Владимир Логинович (с 1992 по 1993);

Ввиду событий вокруг ГКЧП, 23 августа 1991 года президент РСФСР издал Указ № 78 об отстранении Казарова О. В. от обязанности председателя облисполкома народных депутатов, но уже Указом от 28 августа 1991 года приостановил это решение.
31 августа 1991 года вышло распоряжение президента РСФСР «О представителях Президента РСФСР», по Ульяновской области представителем президента назначен Ступников Г. И..
16 октября 1991 года указом президента РСФСР № 144 была введена должность Полномочного представителя президента РСФСР по Ульяновской области, им стал Ступников Георгий Иванович (16.10.1991 — 23.12.1994), Сараев Борис Андреевич (24.01.1995 — 18.06.1997), Сычёв Валерий Александрович (31.07.1997 — 29.01.2000). Указом президента РФ № 849 от 13.05.2000 г., этот институт преобразован в Полномочный представитель президента в федеральном округе.
24 октября 1991 года вышел указ президента РСФСР № 154 о назначении Малафеева Валентина Васильевича главой администрации Ульяновской области. Но уже Указом № 165 от 2 ноября 1991 года приостановил это решение.
9 января 1992 года введена должность главы администрации Ульяновской области, на которую, указом президента РФ, исполняющим обязанностями с 10 января 1992 года назначен Горячев Ю. Ф. (с 1992 по 2001).
16 августа 1996 года вышел указ президента Российской Федерации № 1183 об выборах главы администрации Ульяновской области. На выборах 22 декабря 1996 года был избран Горячев Ю. Ф. с результатом 42,48 %.
24 декабря 2000 года, на выборах главы администрации Ульяновской области, с результатом 56 % победу одержал генерал Шаманов Владимир Анатольевич.
На выборах в декабре 2004 года победу одержал Сергей Морозов. В первом туре выборов он набрал 27,7 %, во втором — 52,8 %, Баржанова М. В. — 20,6 %, против всех — 25,2 %.
В 2004 году прямые выборы глав регионов были отменены.
20 марта 2006 года президент России В. Путин внёс кандидатуру С. Морозова на рассмотрение депутатов Законодательного собрания Ульяновской области для наделения его полномочиями губернатора области. Депутаты ЗСО на внеочередном заседании 28 марта 2006 года утвердили кандидатуру С. Морозова на пост губернатора области. «За» проголосовало 21 депутат из 27 присутствующих и четверо — «против», два бюллетеня признаны недействительными.

## Порядок избрания и вступления в должность
Порядок наделения полномочиями губернатора Ульяновской области устанавливается федеральным законом и Уставом Ульяновской области.
Организацией и проведением выборов занимается избирательная комиссия Ульяновской области.
Выборы проводились в 1996, 2000, 2004 годах. В 2006 и 2011 годах губернатор Ульяновской области был выбран президентом России и утверждён в должности заксобранием Ульяновской области. Вновь прямые выборы губернатора прошли в сентябре 2016 года. На них победил Сергей Морозов.

## Символы губернаторской власти
Символами власти губернатора являются губернаторский штандарт и почётный знак губернатора Ульяновской области — цепь с гербами:

1) Штандарт губернатора Ульяновской области утверждён Постановлением Правительства Ульяновской области от 22.07.2016 г. № 74.

Штандарт Губернатора Ульяновской области.

2) Знак губернатора Ульяновской области — цепь с гербами.

## Список губернаторов
| № | Губернатор       | Губернатор             | Партийность   | Срок полномочий                                                                               | Срок полномочий | Основание вступления в должность |
| - | ---------------- | ---------------------- | ------------- | --------------------------------------------------------------------------------------------- | --- | --- |
| 1 | Юрий Горячев     |                        |               | 9 января 1992                                                                                 | 4 января 1997 | назначен президентом РФ Борисом Ельциным |
| 1 | Юрий Горячев     | 4 января 1997          | 6 января 2001 | избран всенародным голосованием: - 22 декабря 1996 — победил в I туре, набрав 42,48 % голосов | | |
| 2 | Владимир Шаманов |                        | Единая Россия | 6 января 2001                                                                                 | 15 ноября 2004 (досрочно) | избран всенародным голосованием: - 24 декабря 2000 — победил в I туре, набрав 56,26 % голосов                                                                          |
| — | Михаил Шканов    |                        |               | 15 ноября                                                                                     | 22 декабря 2004 | временно исполняющий обязанности главы администрации |
| — | Мария Большакова |                        |               | 22 декабря 2004                                                                               | 6 января 2005 | временно исполняющая обязанности главы администрации |
| 3 | Сергей Морозов   |                        | Единая Россия | 6 января 2005                                                                                 | 8 апреля 2006 (досрочно) | избран всенародным голосованием: - 5 декабря 2004 — в I туре занял первое место, набрав 27,75 % голосов - 26 декабря 2004 — победил во II туре, набрав 52,81 % голосов |
| 3 | Сергей Морозов   | 8 апреля 2006          | Единая Россия | 8 апреля 2011                                                                                 | наделён полномочиями по представлению президента РФ Владимира Путина - 28 марта 2006 года утверждён заксобранием области               | |
| 3 | Сергей Морозов   | 8 апреля 2011          | Единая Россия | 7 апреля 2016                                                                                 | наделён полномочиями по представлению президента РФ Дмитрия Медведева - 6 марта 2011 года утверждён заксобранием области               | |
| 3 | Сергей Морозов   | 7 апреля 2016 назначен | Единая Россия | 1 октября 2016                                                                                | назначен президентом РФ Владимиром Путиным исполняющим обязанности губернатора                                                         | |
| 3 | Сергей Морозов   | 1 октября 2016         | Единая Россия | 8 апреля 2021                                                                                 | избран всенародным голосованием: - 18 сентября 2016 — победил в I туре, набрав 54,33 % голосов ушёл в отставку по собственному желанию | |
| 4 | Алексей Русских  |                        | КПРФ          | 8 апреля 2021                                                                                 | 4 октября 2021 | назначен президентом РФ Владимиром Путиным исполняющим обязанности губернатора                                                                                         |
| 4 | Алексей Русских  | 4 октября 2021         | КПРФ          |                                                                                               | избран всенародным голосованием: - 19 сентября 2021 — победил в I туре, набрав 83,16 % голосов                                         | |